# Sarayaku
Dit artikel is gewijd aan het dorp Sarayaku in de provincie Pastaza, Ecuador. "Sarayaku" of "Sarayacu" is een veelgebruikt Quechua toponiem.

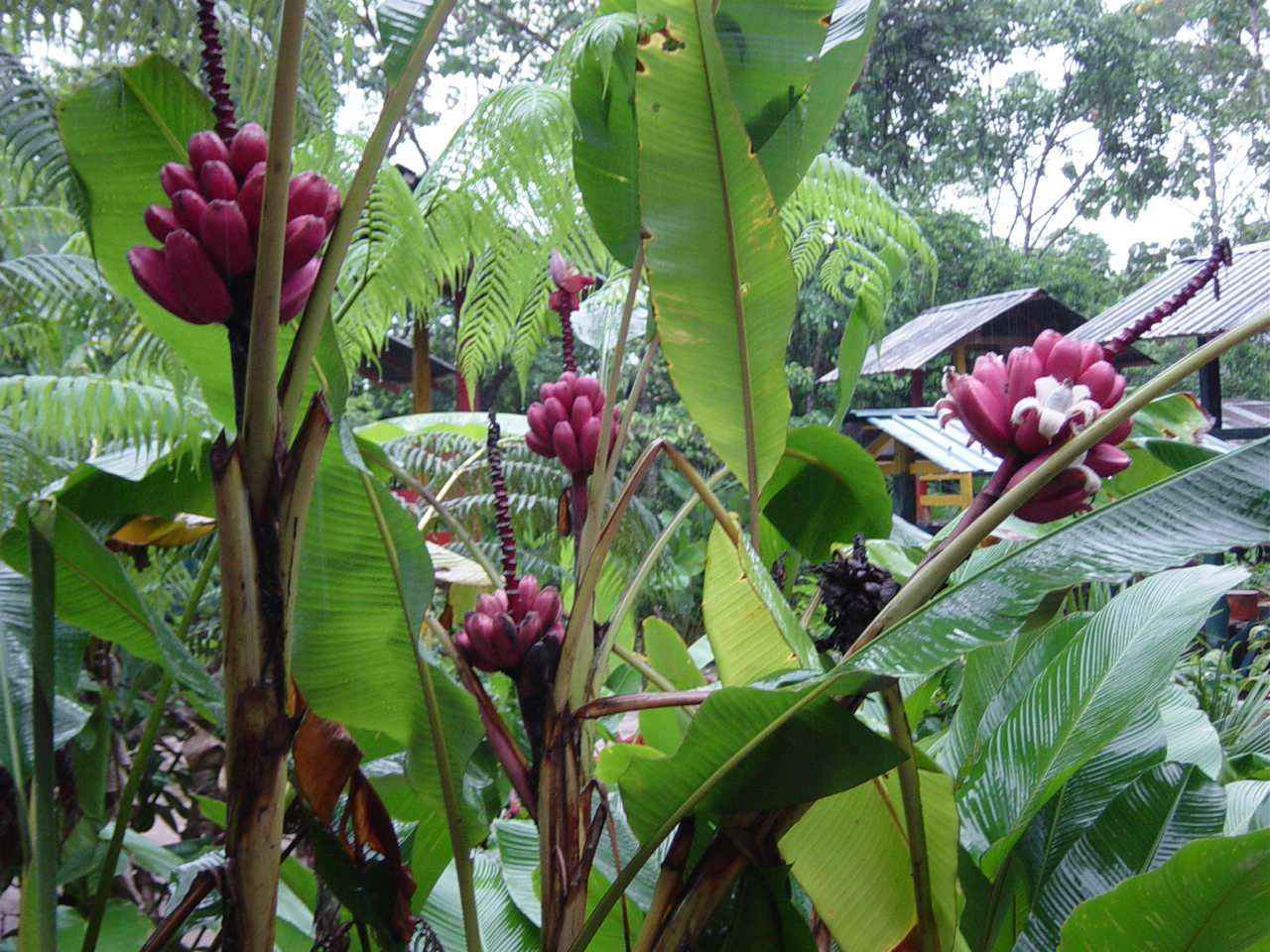
Bananenbloesem in Puyo.
(Foto: Martin Zeise, Berlin)

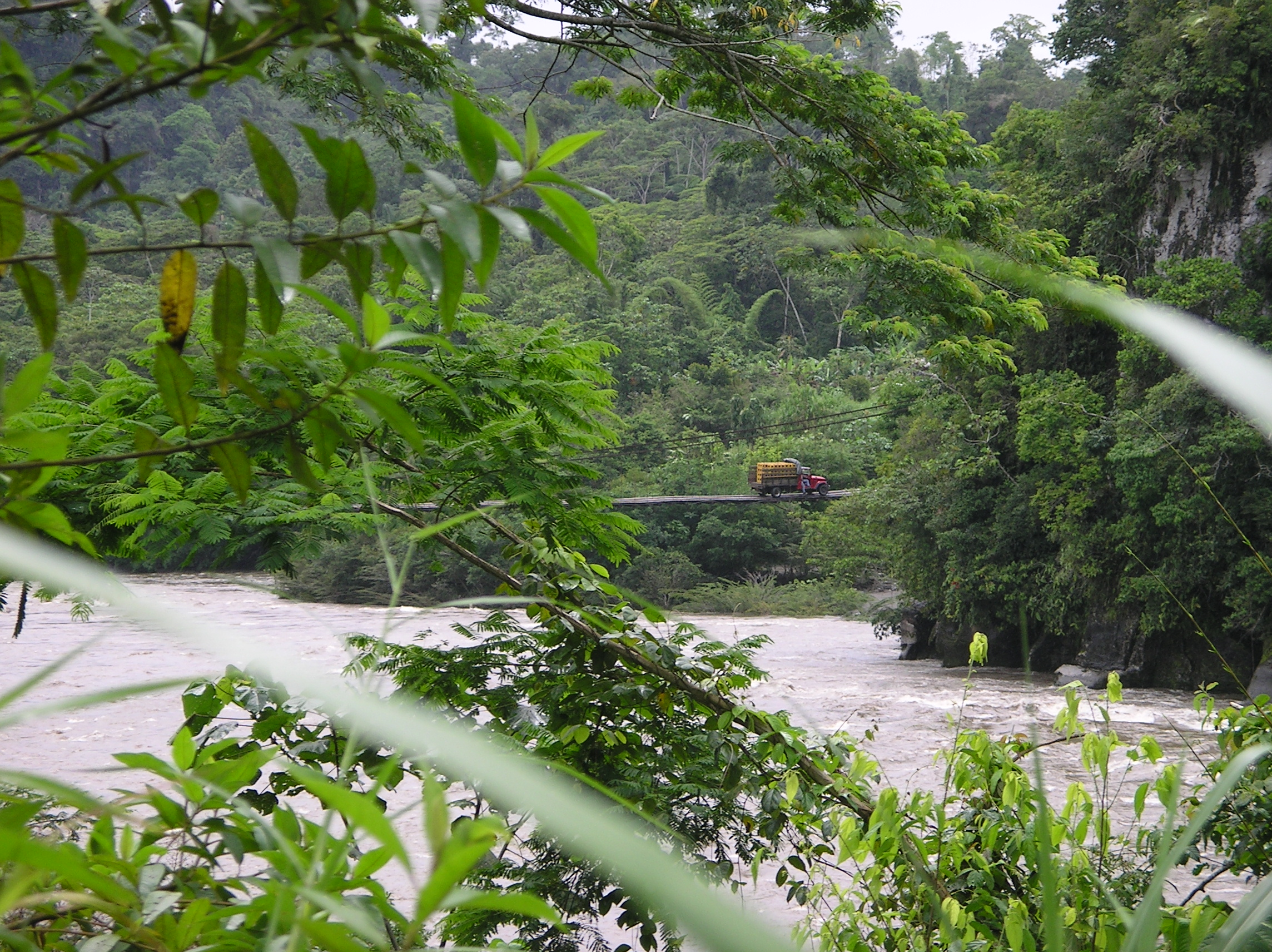
Brug over de rivier de Pastaza tussen Puyo en Macas.
(Foto: André Hübner)

Sarayaku (Quechua voor: "de rivier van maïs"; alternatieve spellingswijze: Sarayacu) is een gebied en een dorp gelegen aan de Bobonaza rivier in de provincie Pastaza in het zuidelijke deel van het Amazonegebied in Ecuador. In het gebied liggen verschillende dorpen.
Het heeft een totale bevolking van tussen de 1,000 en 2,000 Quechuasprekende inwoners die zichzelf de Runa’s van Sarayaku noemen. Deze 133 endogene gemeenschappen organiseren zich sinds 1978 in de “Organización de Pueblos Indígenas de Pastaza” (OPIP; vertaald als de Organisatie van Endogene Volkeren in Pastaza).
Sinds het begin van de 21e eeuw voeren de Sarayaku’s actie tegen het boren van olie binnen het gemeenschapsgebied. Niet geconsulteerd, kruisen ze de degens met de Ecuadoraanse overheid en verschillende multinationals. De Sarayaku’s voeren hun strijd niet alleen op straat maar daagden hun overheid en de oliebedrijven voor de rechter, en met succes.

## Ecotoerisme
De gemeenschap Sarayaku is gesitueerd in het tropische regenwoud; het is ongeveer 25 minuten per vliegtuig of een dag met de kano in zuidoostelijke richting van de dichtstbijzijnde stad, Puyo. Puyo ligt 50 kilometer ten oosten van de bekende stad Baños. De rivier de Bobonaza mondt uit in de Amazone ter hoogte van Iquitos in Peru, via de Pastaza en de Marañon rivieren.
Sinds het einde van de 20e eeuw, beschouwen de Sarayaku’s ecotoerisme als belangrijkste bron van inkomsten. Op die manier kunnen ze hun cultuur en land bewaren. Ze werken hard om de specifieke kenmerken en de ecologie van het regenwoud te bewaren.
In de herfst van 2003 werd er voor het eerst universitair onderzoek gevoerd in Sarayaku. Het was een samenwerking van de universiteiten van Cuenca (Ecuador) en Lleida (Spanje). Het onderzoek had als hoofddoel de kwaliteit van multicultureel en meertalig onderwijs van endogene groepen in de provincie Pastaza te verhogen. De inwoners werden geacht hun eigen educatieve bronnen te ontwikkelen en op een universitair niveau hun culturele identiteit, tradities, en filosofie, kortom de kosmovisie te bestuderen.

## Conflict met de overheid en grote petroleumbedrijven
Aan het begin van de 21e eeuw startte het Argentijnse oliebedrijf CGC met seismisch onderzoek naar petroleum binnen het gebied van de Sarayaku’s. De Ecuadoraanse overheid was enthousiast om nieuwe ontginningsplaatsen te vinden, gezien de staatseconomie erg afhankelijk is van de inkomsten uit petroleumwinning en -export om zo haar nationale schuld af te betalen. Noch de overheid, noch het oliebedrijf had de endogene gemeenschappen geconsulteerd alvorens hun activiteiten in de regio te starten.
De Sarayaku’s protesteerden tegen de activiteiten van CGC, gezien zij geloofden dat de ontwikkeling ervan de fragiele natuur van het Amazoneregenwoud en hun samenleving bedreigde. Als antwoord op hun verzet stuurde de overheid soldaten het gebied in en sloten ze de rivier de Bobanza af als verkeersader.
De Sarayaku’s beschuldigen de oliebedrijven van etnocide, omdat ze menen dat de ontginningspraktijken hun economie en unieke habitat zouden vernietigen. Olieontginning kan een impact hebben op de culturele, nutritieve, ecologische en spirituele grondstoffen van het gebied. De Sarayaku’s geloven dat op die manier de sociale balans van hun gemeenschap in gedrang komt. Ze claimen dat de olie-industrie de grootste bedreiging is voor het opgestarte universiteitsprogramma in Sarayaku.
Een van de activistische leiders is Franco Viteri, voormalig president van de CONFENAI (Confederacion de Nacionalidades Indigenas de la Amazonia Ecuatoriana). De groepering eist sinds 1980 dat rechten van endogene bevolkingsgroepen gerespecteerd worden
De Sarayaku’s dienden een klacht in tegen de overheid bij het Inter-Amerikaans Hof voor de rechten van de mens, gevestigd in Costa Rica. Ze stellen dat de Ecuadoraanse staat hen niet voldoende geconsulteerd heeft alvorens disruptieve activiteiten door te voeren die de omgeving van de Sarayaku’s in gevaar brachten. Het hof oordeelde in 2012 dat de Ecuadoraanse staat zich moet verontschuldigen voor zijn acties en de Sarayaku’s moet compenseren voor geleden schade.

## Een leider van de Sarayaku’s aangevallen en met de dood bedreigd
Patricia Gualinga, een van de leiders die de Ecuadoraanse staat en de oliebedrijven voor het Inter-Amerikaans hof voor de rechten van de mens daagden, werd op 5 januari 2018 in haar huis in Puyo, in de provincie Pastaza aangevallen. Een onbekende man gooide stenen naar binnen en schreeuwde doodsbedreigingen. Verschillende mensenrechtenorganisaties voerden de internationale druk op om de bescherming van deze mensenrechtenverdedigster te garanderen, en met succes: Patricia vertelde zelf dat ze niet langer imminent gevaar liep.

## Weergave in de media
- De Quechua’s van Sarayaku's endogene gemeenschap, in samenwerking met Amnesty International, coproduceerden een documentaire samen met Atlantis Full Documentaries genaamd Children of the Jaguar (2012). Geregisseerd door Eriberto Benedicto Gualinga Montalvo, vertelt de film het verhaal van de overwinning van de Sarayaku's in 2011 in het Inter-Amerikaans Hof voor de rechten van de mens in Costa Rica.[3]

De film kreeg de prijs voor beste film in Colombia in de categorie voor de beste uitbeelding van een strijd van endogene volkeren. In december 2012 kreeg Eriberto Gualinga een internationale erkenningsprijs van de Ecuadoraanse minister van Cultuur voor zijn film